# 岳野竜也
岳野 竜也（たけの たつや、1986年5月14日 - ）は、福岡県糟屋郡志免町出身の元プロ野球選手（捕手）。右投右打。現在は埼玉西武ライオンズのアマスカウトを務めている。

## 経歴
九州産業高等学校では甲子園出場こそ無いが、高校通算31本塁打と長打の打てる捕手としてプロから注目され始める。
福岡大学に入学後、その素質をさらに開花させ、大学3年時の秋季リーグ戦では最優秀選手賞、4年春はベストナインを獲得。九州の大学ナンバー1捕手という呼び声も高かった。2008年のドラフト会議にて西武に5位で指名され仮契約した後に九州3連盟代表として出場した第39回明治神宮野球大会では、初戦で斎藤佑樹を擁する早稲田大学と対戦。敗れたものの「5番・捕手」で4打数2安打1打点と活躍した。
2008年ドラフト5位で埼玉西武ライオンズに入団した。背番号は39。

### 西武時代
2009年、シーズン通して二軍で過ごした。
2010年に7月18日の千葉ロッテマリーンズでプロ入り初出場。2試合の出場に留まった。
2011年シーズンは正捕手細川亨がFA移籍したのと、ライバル捕手で経験豊富な野田浩輔、米野智人が怪我で離脱したこともあり3番手捕手として一軍登録された。しかしわずか2試合の出場にとどまった。
2013年、10月29日に戦力外通告を受け、11月1日に任意引退公示された。

### 引退後
ブルペン捕手として西武に残る。2021年からは同年より二軍打撃コーチに就任した高山久の後任としてアマスカウトに就任し、九州・沖縄地区を担当する。

## 選手としての特徴・人物
がっちりとした体型に加え、強肩でやや粗削りながらもパワフルな打撃が特徴の捕手である。
2011年12月15日に入籍し、翌年2月6日に第一子（長女）が誕生している。

## 詳細情報

### 年度別打撃成績
| 年 度     | 球 団     | 試 合 | 打 席 | 打 数 | 得 点 | 安 打 | 二 塁 打 | 三 塁 打 | 本 塁 打 | 塁 打 | 打 点 | 盗 塁 | 盗 塁 死 | 犠 打 | 犠 飛 | 四 球 | 敬 遠 | 死 球 | 三 振 | 併 殺 打 | 打 率 | 出 塁 率 | 長 打 率 | O P S |
| --------- | --------- | ----- | ----- | ----- | ----- | ----- | -------- | -------- | -------- | ----- | ----- | ----- | -------- | ----- | ----- | ----- | ----- | ----- | ----- | -------- | ----- | -------- | -------- | ----- |
| 2010      | 西武      | 2     | 2     | 2     | 0     | 0     | 0        | 0        | 0        | 0     | 0     | 0     | 0        | 0     | 0     | 0     | 0     | 0     | 0     | 1        | .000  | .000     | .000     | .000  |
| 2011      | 西武      | 2     | 2     | 2     | 0     | 0     | 0        | 0        | 0        | 0     | 0     | 0     | 0        | 0     | 0     | 0     | 0     | 0     | 1     | 1        | .000  | .000     | .000     | .000  |
| 通算：2年 | 通算：2年 | 4     | 4     | 4     | 0     | 0     | 0        | 0        | 0        | 0     | 0     | 0     | 0        | 0     | 0     | 0     | 0     | 0     | 1     | 2        | .000  | .000     | .000     | .000  |

### 年度別守備成績
| 年 度 | 球 団 | 捕手  | 捕手  | 捕手  | 捕手  | 捕手  | 捕手     | 捕手  | 捕手     | 捕手     | 捕手     | 捕手     |
| 年 度 | 球 団 | 試 合 | 刺 殺 | 補 殺 | 失 策 | 併 殺 | 守 備 率 | 捕 逸 | 企 図 数 | 許 盗 塁 | 盗 塁 刺 | 阻 止 率 |
| ----- | ----- | ----- | ----- | ----- | ----- | ----- | -------- | ----- | -------- | -------- | -------- | -------- |
| 2010  | 西武  | 2     | 3     | 0     | 0     | 0     | 1.000    | 0     | 0        | 0        | 0        | -        |
| 2011  | 西武  | 2     | 2     | 1     | 0     | 0     | 1.000    | 1     | 0        | 0        | 0        | -        |
| 通算  | 通算  | 4     | 5     | 1     | 0     | 0     | 1.000    | 1     | 0        | 0        | 0        | -        |

### 記録
- 初出場：2010年7月18日、対千葉ロッテマリーンズ15回戦（千葉マリンスタジアム）、5回裏に上本達之に代わり捕手として出場
- 初打席：同上、7回表にビル・マーフィーから遊撃ゴロ併殺打

### 背番号
- 39（2009年[2] - 2013年）
- 90（2014年）
- 79（2015年 - 2019年）
- 101（2020年）